# Pont du Mont-Blanc
 (février 2019).
Si vous disposez d'ouvrages ou d'articles de référence ou si vous connaissez des sites web de qualité traitant du thème abordé ici, merci de compléter l'article en donnant les références utiles à sa vérifiabilité et en les liant à la section « Notes et références ».
Le pont du Mont-Blanc est un pont routier sur le Rhône, situé dans le canton de Genève, en Suisse.

## Situation
Le pont du Mont-Blanc est le pont situé le plus en amont sur le Rhône, directement à sa sortie du lac Léman dont il marque la fin. Reliant deux axes routiers principaux sur les deux rives de la ville — rue de Chantepoulet - rue du Mont-Blanc pour la rive droite et avenue Pictet-de-Rochemont - quai Gustave-Ador sur la rive gauche — il est souvent saturé de circulation, mais le plus souvent dégagé en dehors des heures de pointe. Les Genevois ont refusé la construction d'une traversée de la rade plus en amont le 9 juin 1996.

## Histoire
Le premier pont du Mont-Blanc est construit en tôle en 1862. Il mesure alors 250 mètres de long, pour 16 mètres de large, et est constitué de 12 travées. Mal construit et mal adapté aux charges qu'il doit supporter, certaines de ses dalles se rompent au passage de véhicules trop lourds.
Lorsque la ville décide, au début des années 1900, du changement de  type de véhicules de tramways à la suite de l'électrification du réseau, un concours public est ouvert pour procéder à une réfection complète de la charpente ainsi qu'à un renforcement général de la structure. Six projets sont déposés et le choix définitif sera donné à une variante en béton pour un coût total forfaitaire de 766 180 francs suisses. 
Les travaux débutent le 5 janvier 1903 et sont exécutés sans interruption totale du trafic. La longueur du pont est augmentée de deux mètres et sa largeur de trois mètres, permettant ainsi la pose d'une double voie de tram au centre du pont. Exécutés en trois phases, les travaux sont terminés le 19 août 1903 et le pont est ouvert à la circulation le 31 octobre 1903, avec deux mois d'avance sur le planning.
| - En 1908. - En 1952. |

En 1965, le pont est à nouveau élargi pour atteindre une largeur de 26,8 mètres, permettant ainsi la réalisation d'une chaussée de 20 mètres et de deux trottoirs de trois mètres.

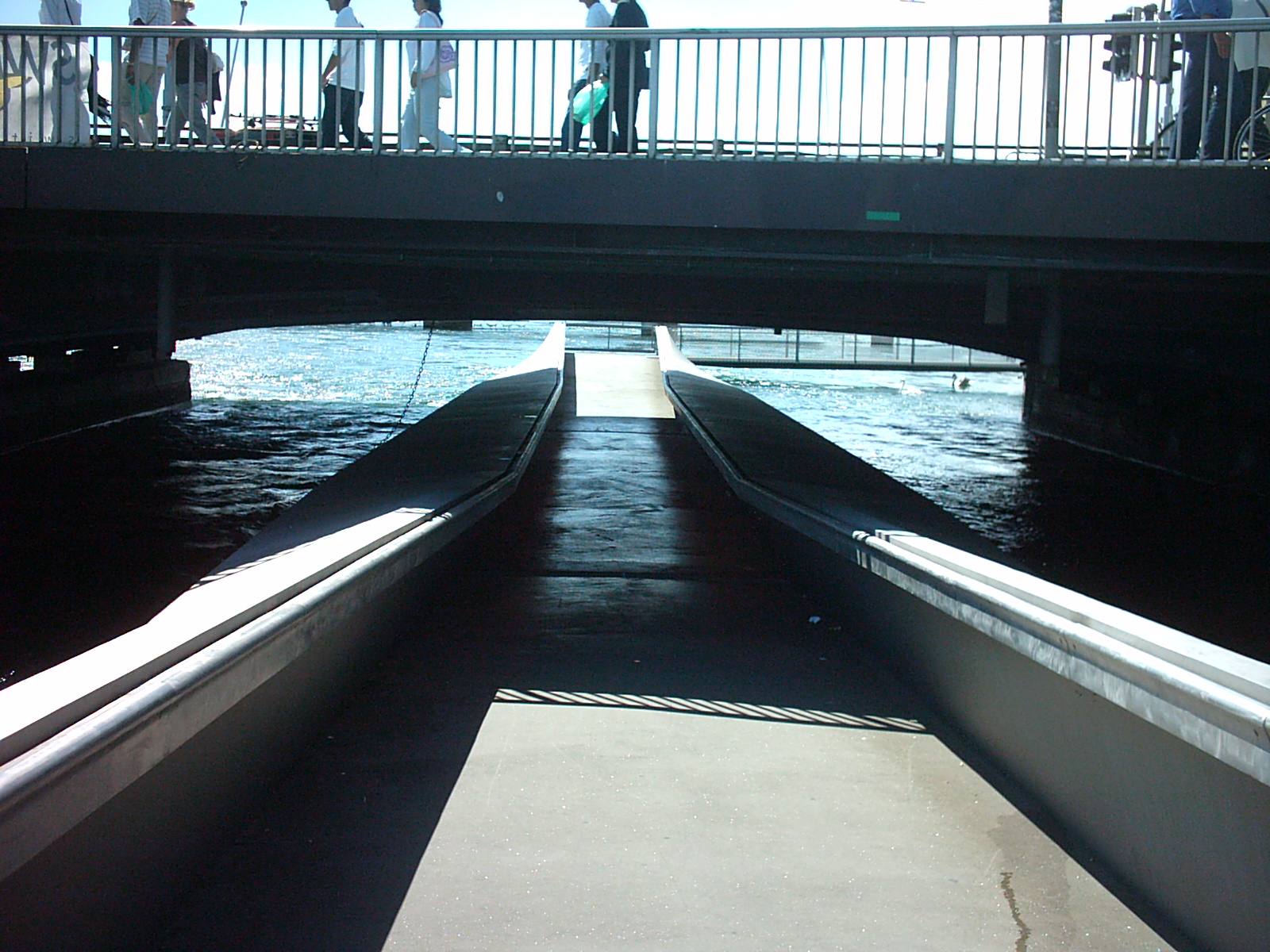
Passage piéton flottant.

En décembre 2001, un passage piéton situé sous la première arche du pont côté rive droite est inauguré pour relier le quai des Bergues au quai du Mont-Blanc en évitant le carrefour routier. Le passage est principalement constitué d'un ponton flottant en acier unique en son genre. En 2010, la police cantonale genevoise installe un radar de contrôle routier nouvelle génération sur le pont capable de repérer 10 types d'infraction sur 22 véhicules en simultané.
En 2016, suite au vote de la nouvelle Loi sur la mobilité, l'État lance une étude pour aménager des pistes cyclables sur le pont. 5000 cyclistes utilisent le pont tous les jours, et la plupart empruntent les trottoirs piétons faute de piste cyclable. En 2011, une piste cyclable « sauvage » avait été peinte à même le sol du trottoir du pont par un groupe anonyme pour mettre en exergue ce besoin.

## Utilisation artistique, festive et sportive

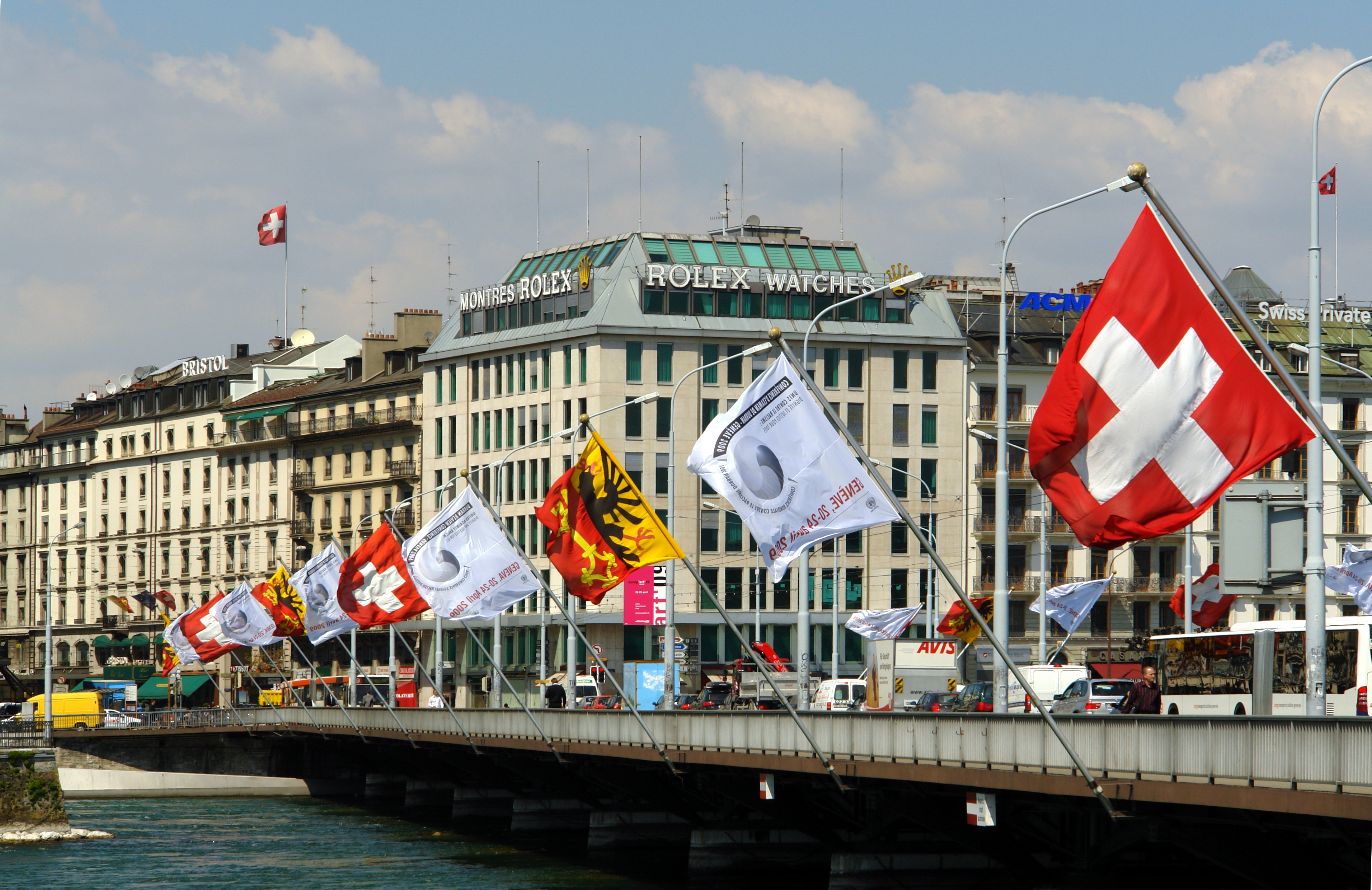
Pont du Mont-Blanc et drapeaux.

Tout le long du pont, des porte-drapeaux fixes sont alignés des deux côtés. Si les drapeaux suisses et genevois sont le plus souvent alternés, certaines manifestations présentent différents drapeaux soit officiels (comme celui de l'Organisation des Nations unies), soit artistiques. Durant la fête nationale suisse, les drapeaux des 26 cantons sont présents.
Lieu privilégié pour assister au feu d'artifice des fêtes de Genève, c'est également le lieu de passage de la Lake Parade.
À noter aussi que l'arrivée du marathon de Genève se situe sur le pont du Mont-Blanc.

## Structure
Le pont tel qu'il existe en 2007 est bâti sur sept poutres principales en tôle pour une longueur totale de 252 mètres. La hauteur des poutres varie de 65 centimètres à 1,7 mètre. Son poids total est de 1 176 tonnes de métal dont 1 056 tonnes pour la charpente métallique.
En 2019, l'état du pont est classé comme « satisfaisant » par l'Office fédéral des routes (OFROU). Le service genevois concerné informe sur les pieux en bois d'origine, de 1862 : « le bois est immergé, donc à partir de là il est totalement imputrescible. Il ne se déforme plus, il ne bouge plus, il est stabilisé ». La situation serait comparable pour « de nombreux ponts » à Genève. 